# Петар Ратков
Петар Ратков (серб. Петар Ратков / Petar Ratkov; нар. 18 серпня 2003, Белград) — сербський футболіст, нападник австрійського клубу «Ред Булл» (Зальцбург).

## Клубна кар'єра
Вихованець клубу ТСЦ (Бачка-Топола). 3 березня 2021 року в матчі проти «Црвени Звезди» він дебютував у сербській Суперлізі. 2 жовтня у поєдинку проти «Чукаричок» Петар забив свій перший гол за ТСЦ.
18 червня 2023 року, серб підписав п'ятирічний контракт з австрійським клубом «Ред Булл» (Зальцбург).

## Міжнародна кар'єра
У 2022 році Ратков у складі юнацької збірної Сербії до 19 років взяв участь у юнацькому чемпіонаті Європи у Словаччині. На турнірі він зіграв у всіх трьох матчах і у грі проти Австрії (2:3) забив гол, втім його команда посіла останнє місце у групі.